# José Agostinho de Oliveira
José Agostinho de Oliveira (Lamego, 13 de março de 1866 — Lisboa, 14 de janeiro de 1938), mais conhecido por José Agostinho, foi um professor, escritor, crítico literário, dramaturgo e publicista com extensa obra publicada. Usou o pseudónimo Victor de Moigénie.

## Biografia
Autor de uma obra vasta, de prosa e verso, escreveu ainda para a imprensa portuguesa e brasileira. A Ave azul existente entre 1899 e 1900 foi uma das revistas em que colaborou.
Foi vegetariano, sócio da Sociedade Vegetariana de Portugal, e escreveu alguns artigos para O Vegetariano, mensário dirigido pelo Dr. Amílcar de Sousa.

## Obras
- Noites do avôzinho, 1880 (prosa)
- Teófilo Braga, (Os nossos escritores), Porto : António Figueirinhas, 1899 (prosa)
- Poema do Lar, Porto : Lopes & Ca.-Suc 1910 (verso)
- Poema da Paz (verso)
- Versos Novos (verso)
- Cristo (verso)
- Definições, Porto : Ed. de António Figueirinhas (verso)
- Fábulas, Porto : A. Figueirinhas, 1901 (verso)
- Primeiras leituras, Porto : A. Figueirinhas 1901 (prosa)
- Padre Antonio : romance, Porto : Liv. Figueirinhas, 1901, 2ª edição: Porto : Liv. Figueirinhas, 1908 (prosa)
- Cartas cívicas (verso)
- Versos para as crianças (verso)
- Judeu errante, Porto : A. Figueirinhas, 1925 (verso)
- Monstro : drama em 4 actos, Porto : A. Figueirinhas, 1901 (verso)
- O caminho das lágrimas, Porto : Figueirinhas, 1907; 2ª edição: Porto : Figueirinhas, 1925 (prosa)
- O Evangelho, Porto : Figueirinhas Editora, 1907 (prosa)
- A mulher em Portugal, Porto : Liv. Figueirinhas, 1907; 1908; 1909 (prosa)
- O homem em Portugal, Porto : Liv. Figueirinhas, 1908 (prosa)
- D. Pedro II do Brasil (prosa)
- Sátyras e epigrammas : versos : 1919-1920, Porto : Civilização, [1921?]
- O Porto e a Liberdade (prosa e verso)
- O Bento (prosa e verso)
- As ginjas (prosa e verso)
- O Tiradentes (prosa)
- Rei Infame (prosa)
- Brasil : romance histórico, Porto : Liv. Figueirinhas (prosa)
- Tragédia marítima, Porto : Liv. Figueirinhas, 1908; Porto : Livr. Ed. Educação Nacional, 1937 (prosa)
- Uma carta ao povo sobre a Guerra Peninsular, Porto : Livr. Figueirinhas, 1908 (prosa)
- Eça de Queiroz  (Os nossos escritores), Porto : Casa Editora A. Figueirinhas, 1909; 1925 (prosa)
- Alexandre Herculano  (Os nossos escritores), Porto : Antonio Figueirinhas, 1910 (prosa)
- José P. de Sampaio (Bruno) (Os nossos escritores), Porto : Antonio Figueirinhas, [19--] (prosa)
- Jaime de Magalhães Lima (Os nossos escritores), Porto : Antonio Figueirinhas, 1911 (prosa)
- A religião e o ensino do povo : propaganda popular, Pôrto : António Figueirinhas 1912 (prosa)
- A existência de Deus : os sofismas materialistas, Porto : Antonio Figueirinhas, 1912 (prosa)
- A existência de Deus : os erros de Haeckel, Porto : António Figueirinhas 1912 (prosa)
- Deus provado pela ciência, Porto : A. Figueirinhas 1912 (prosa)
- O meu livro : livro de leitura corrente : agricultura, higiene, moral, educação civica, govêrno doméstico, vulgarização scientifica, Porto : Comp. Portuguesa, 1913 (prosa)
- As árvores : o pinheiro, o castanheiro, a oliveira, Porto : António Figueirinhas, 1913
- Á roda de Portugal (2 volumes), Porto : Antonio Figueirinhas, 1914 (prosa)
- Guerra Junqueiro, (Os nossos escritores), Porto : Livr. Portuguesa de Lopes & Ca., [1914] (prosa); [Porto : Antonio Figueirinhas], [1914]
- juízo crítico no livro A Visão da Eternidade, de Ângelo Jorge (1914)
- A irreligião, Braga : Livr. Cruz, 1919 (prosa)
- A Santa dos impossíveis, Lisboa : Parceria A. M. Pereira, 1921; Lisboa : Parceria A. M. Pereira, 1931 (prosa)
- A chave dos Lusíadas / Luís de Camões; Pref., parafrase e notas por José Agostinho, Porto : Casa Ed. de Figueirinhas & Ca, 1915
- Amigos d'além : notas íntimas, Porto : Civilisação, 1921 (prosa)
- Jogos floraes luso callaicos, Porto : Civilização, 1921 (prosa)
- O crucifixo : romance, Porto : Civilização, 1921 (prosa)
- Afonso de Albuquerque, Porto : A. Figueirinhas, 1924 (prosa)
- As últimas obras posthumas de Eça de Queiroz e a crítica, Porto : A Figueirinhas, 1926 (prosa)
- Camilo e a sua psicologia, Porto : A. Figueirinhas, 1926 (prosa)
- História da literatura portuguesa, Porto : A. Figueirinhas, 1927 (prosa)
- História da Répública (até 1916) (prosa)
- Estrela do Proscrito (prosa)
- A Rainha Santa, Porto : A. Figueirinhas, 1928 (prosa)
- S. Francisco de Sales (prosa)
- Santa Teresa de Jesus
- Santo Inácio Loiola
- O rito bacarense
- A Fé
- A Caridade
- Flores religiosas
- História duma penitência
- Melancolias, preces e sorrisos (versos)
- Luiz de Camões (poema)
- Na gaveta das memórias
- Três psicologias
- A neta do Santo Condestável
- Notícias críticas